# Thysanozoon nigropapillosum
Thysanozoon nigropapillosum (pův. Acanthozoon nigropapillosum) je druh ploštěnky z řádu mnohovětevní (Polycladida). Dosahuje velikosti několika centimetrů, její tělo je široké a dlouhé, se sytě černou svrchní částí a tmavě hnědou spodní částí. Lemováno je bílým okrajem. Na povrchu těla jsou rovnoměrně rozmístěny zaoblené papily žlutého zbarvení.
Ploštěnka žije v mělkých pobřežních vodách Indického oceánu a tropického západního Pacifiku. Plave pomocí rytmických stahů a vlnění okrajů těla. Její hlavní potravu představují pláštěnci (např. Didemnum sp.), které pohlcuje pomocí prostorného hltanu. Mořské ploštěnky T. nigropapillosum jsou hermafrodité, přičemž jejich spermie jsou schopny pronikat do těla přímo skrze pokožku. Spermatofory jsou v takovém případě rozmnožování umisťovány do okrajových částí těla.